# Bartramidula
Bartramidula es un género de musgos hepáticas de la familia Bartramiaceae. Comprende 25 especies descritas y es estas, solo 20 aceptadas.

## Taxonomía
El género fue descrito por Bruch & Schimp.  y publicado en Bryologia Europaea 4: 55 (fasc. 29–31. Mon. 1.). 1846.  La especie tipo es:  Bartramidula wilsonii Bruch & Schimp. 

## Especies aceptadas
A continuación se brinda un listado de las especies del género Bartramidula aceptadas hasta diciembre de 2014, ordenadas alfabéticamente. Para cada una se indica el nombre binomial seguido del autor, abreviado según las convenciones y usos.	
- Bartramidula aristata Herzog
- Bartramidula bartramioides (Griff.) Wijk & Margad.
- Bartramidula comosa Broth.
- Bartramidula curta (Hampe) Paris
- Bartramidula cygnea (Mont.) Paris
- Bartramidula dispersa Cardot & P. de la Varde
- Bartramidula erecta (Mitt.) Paris
- Bartramidula fendleri (Müll. Hal.) Paris
- Bartramidula glaziovii (Hampe) Paris
- Bartramidula globosa (Müll. Hal.) Broth.
- Bartramidula hampei Mitt.
- Bartramidula imperfecta (E.B. Bartram) Z. Iwats. & B.C. Tan
- Bartramidula le-testui P. de la Varde
- Bartramidula lindigii (Hampe) Paris
- Bartramidula nana (Müll. Hal.) Paris
- Bartramidula patula (Mitt.) Paris
- Bartramidula pusilla (Hook. f. & Wilson) Paris
- Bartramidula roylei (Hook. f.) Bruch & Schimp.
- Bartramidula setifolia (Hook. & Arn.) Fransén
- Bartramidula tuerckheimii (Müll. Hal.) Paris